# Залізничний транспорт
| Довжина залізничної мережі різних країн | Довжина залізничної мережі різних країн | Довжина залізничної мережі різних країн |
| №                                       | Країна                                  | Довжина залізниць (км)                  |
| --------------------------------------- | --------------------------------------- | --------------------------------------- |
| ×                                       | весь світ                               | 1 122 650                               |
| 1                                       | США                                     | 194 731                                 |
| 2                                       | Росія                                   | 87 157                                  |
| 3                                       | Китай                                   | 71 600                                  |
| 4                                       | Індія                                   | 63 518                                  |
| 5                                       | Канада                                  | 49 422                                  |
| 6                                       | Німеччина                               | 45 514                                  |
| 7                                       | Австралія                               | 41 588                                  |
| 8                                       | Аргентина                               | 34 463                                  |
| 9                                       | Франція                                 | 32 682                                  |
| 10                                      | Бразилія                                | 31 543                                  |
| 11                                      | Польща                                  | 23 420                                  |
| 12                                      | Японія                                  | 23 168                                  |
| 13                                      | Україна                                 | 22 473                                  |
| 14                                      | ПАР                                     | 22 298                                  |
| 15                                      | Мексика                                 | 19 510                                  |
| 16                                      | Італія                                  | 19 493                                  |
| 17                                      | Велика Британія                         | 16 893                                  |
| 18                                      | Іспанія                                 | 14 189                                  |
| 19                                      | Казахстан                               | 13 601                                  |
| 20                                      | Швеція                                  | 11 481                                  |
| 21                                      | Румунія                                 | 11 385                                  |

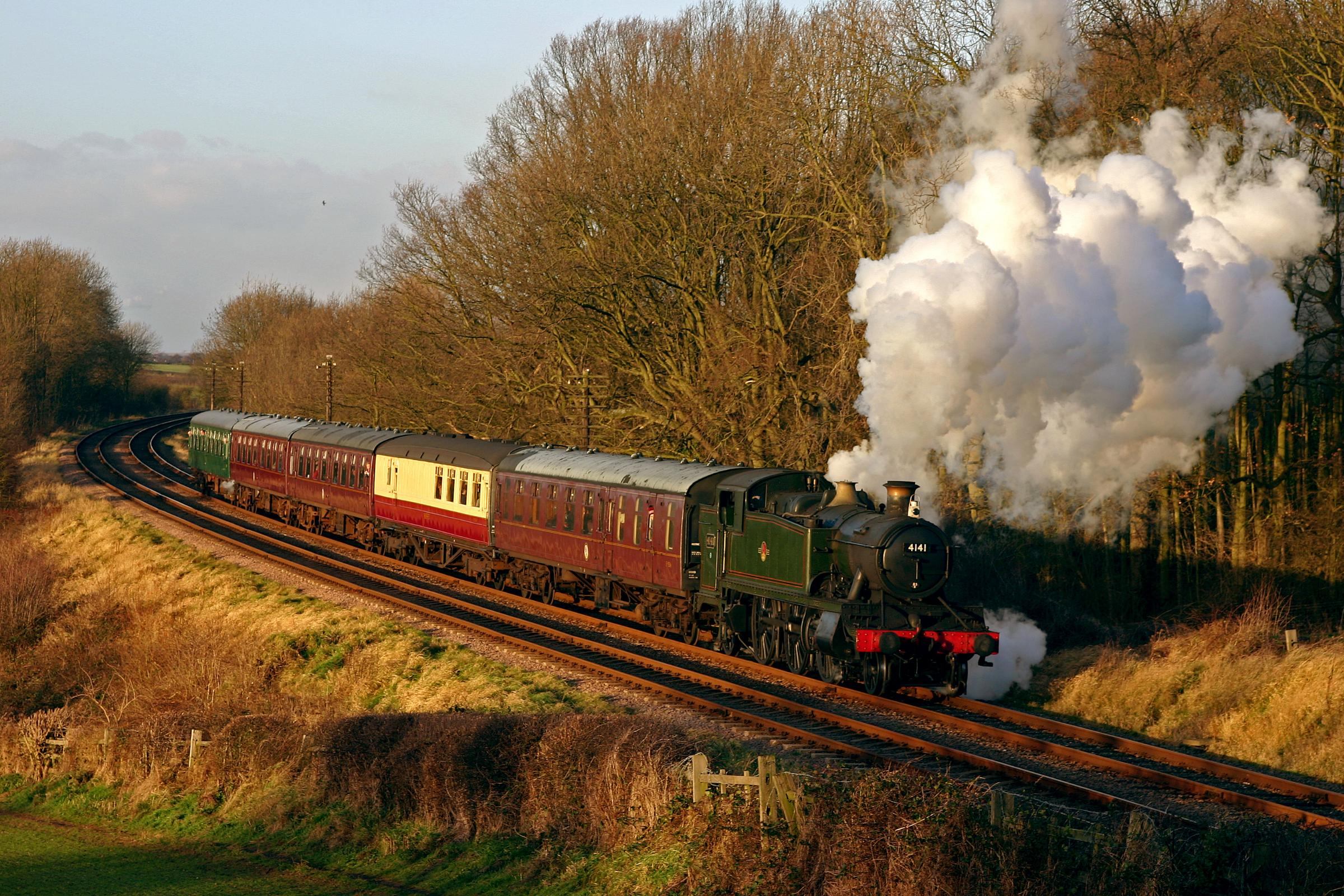
Ретро-поїзд на Great Central Railway з паровозом GWR 5101

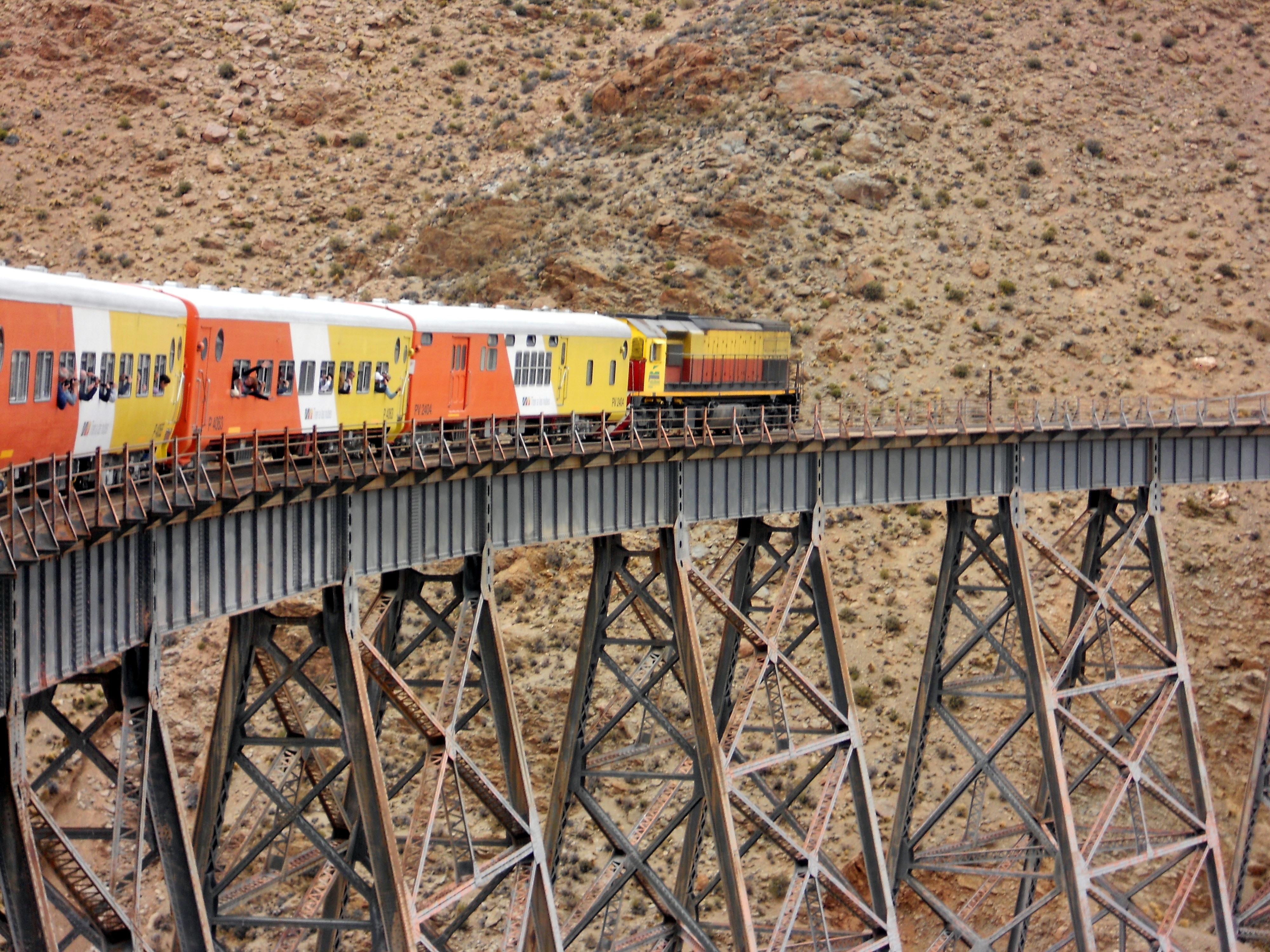
Залізничний транспорт

Залізни́чний тра́нспорт — виробничо-технологічний комплекс, вид рейкового транспорту, що здійснює перевезення пасажирів та вантажів в колісних будах (вагонах), що рухаються залізничною колією. Залізничний транспорт є галуззю промисловості, частиною транспортної мережі логістичних ланцюгів, які сприяють міжнародній торгівлі і економічному зростанню.
У загальному сенсі залізничний транспорт складає світову залізничну мережу.

## Головні складові
Головними складовими залізничного транспорту є:
- матеріальна (власне залізниця), що ділиться на

- інфраструктуру: залізнична колія і штучні споруди (мости, тунелі, вокзали, станції, депо), пристрої сигналізації, централізації і блокування (СЦБ), контактна мережа (прилади електропостачання, тягові підстанції)
- рухомий склад: тяговий (локомотиви) і не тяговий (вагони) — вантажні і пасажирські

- експлуатаційна, що зі свого боку ділиться на:

- технічну експлуатацію — диспетчерське керування, розробка оптимальних способів керування процесом перевезень;
- комерційну експлуатацію — відносини з вантажовідправниками / вантажоотримувачами / вантажовласниками і пасажирами.

## Історія
Див. також Історія залізничного транспорту в Україні
За принципом залізниці збудований у VI ст. до н. е. волок (діолк) у місті Коринф.
У XVII столітті збудована Воллатонська вагонна дорога, що вважається першою залізницею в світі. Працювала вона на кінній тязі. У XIX столітті в містах за цим же принципом влаштована конка, що стала попередницею трамваю.
Англійські інженери Джеймс Ватт і Джордж Стефенсон у 1825 році побудували першу залізницю, якою ходили паровози зі Стоктона в Дарлінгтон. Після цього почалося інтенсивне будівництво залізниць в Англії, континентальній Європі та Північній Америці, як ощадливого і швидкого виду транспорту та зв'язку. Після Другої світової війни паровози замінені електровозами і тепловозами. Саме тоді розвивалися інші види транспорту: автомобільний, повітряний, водний, і залізниці перестали бути основним способом пересування на великі відстані. З 1970-х років почалося інвестування у швидкісні залізничні системи. В Англії почав експлуатуватися високошвидкісний дизельний локомотив, спеціальні лінії побудовані в Японії і Франції.
У багатьох країнах залізнична мережа скорочується. Так, у США колись було понад 400 000 км залізничного полотна.

## Залізничний транспорт і безпека
Залізничний транспорт є значно безпечнішим проти авіа-, автомобільного і морського транспорту.

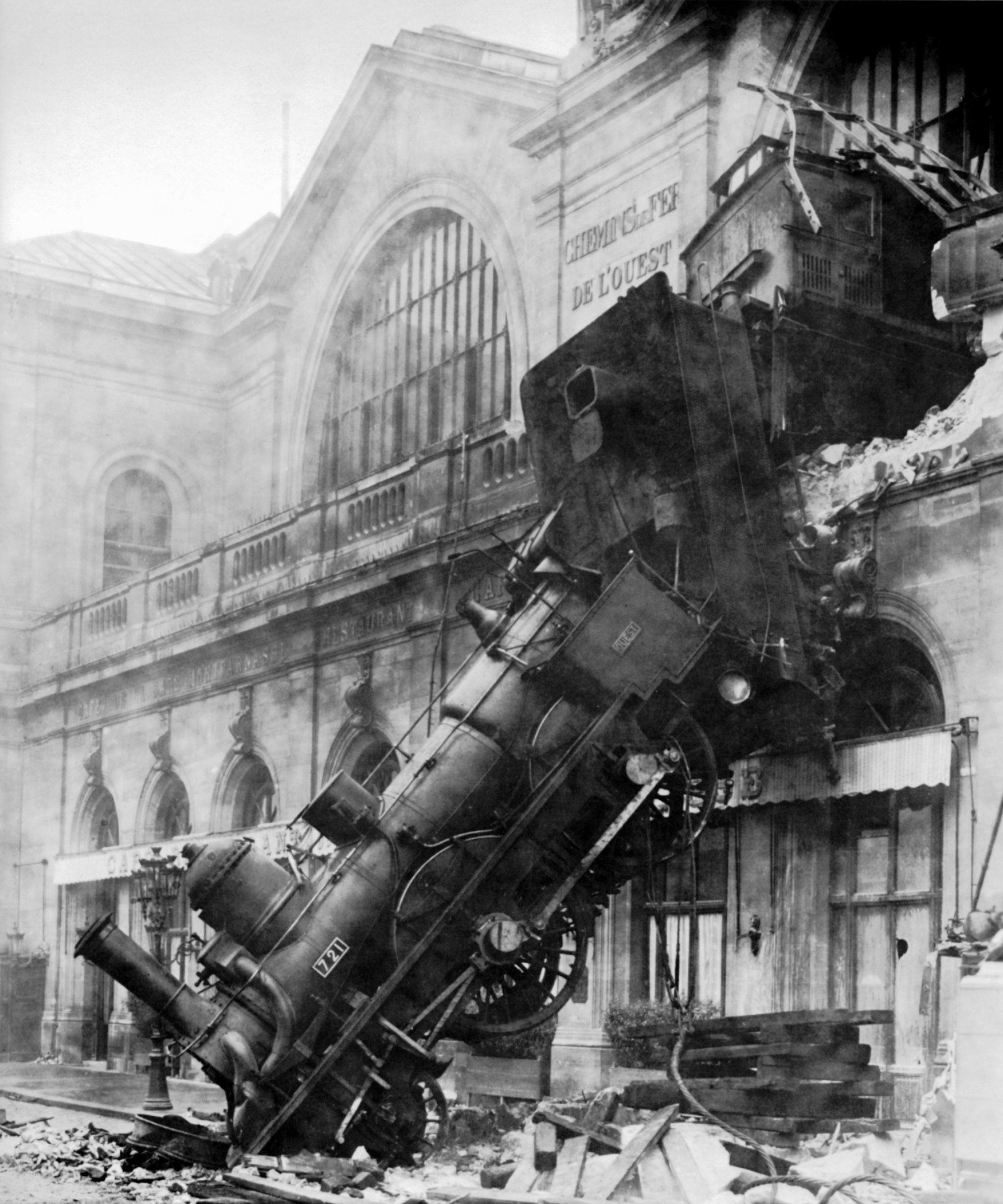
Аварія на вокзалі Монпарнас, Париж, 1895.

Першою людиною, що загинула під потягом, був депутат англійського парламенту Вільям Гаскіссон. Він перебував на відкритті першої залізничної дороги Ліверпуль — Манчестер, хоча за настановою лікаря бути там не мав. Вийшов прямо на колію, щоб привітатися з герцогом Веллінґтоном, одначе не помітив поїзда, що рухався в кількох метрах. Поїзд їхав досить повільно (перші паротяги набирали швидкість не більше 27 км/год), одначе Гаскіссон впав у паніку і не встиг відійти вбік. Паротяг наїхав на нього й переламав ноги, а за кілька годин той помер у лікарні.

## Залізничний транспорт у світі

### Країни без залізниці
- Антигуа і Барбуда
- Афганістан
- Багамські Острови
- Барбадос
- Бахрейн
- Беліз
- Бурунді
- Бутан
- Вануату
- Гамбія
- Гвінея-Бісау
- Гренада
- Домініка
- Екваторіальна Гвінея
- Ємен
- Західна Сахара
- Ісландія
- Кабо-Верде
- Катар
- Кіпр
- Кірибаті
- Коморські острови
- Лесото
- Лівія
- Маврикій
- Мальдівські Острови
- Мальта
- Мартиніка
- Маршаллові Острови
- Мікронезія
- Нігер
- Палау
- Папуа Нова Гвінея
- Руанда
- Самоа
- Сан-Томе і Принсіпі
- Сейшельські острови
- Сент-Вінсент і Гренадини
- Сент-Кіттс і Невіс
- Сент-Люсія
- Східний Тимор
- Тонга
- Тринідад і Тобаго
- Тувалу
- Чад

## Залізничний транспорт в Україні
Першою залізницею в Україні стала Балаклавська залізниця (інша назва: Велика Кримська Центральна залізниця) — військово-польова залізниця стандартної колії, побудована в 1855 році під час Кримської війни. Загальна довжина залізниці становила близько 23 км. Мета будівництва цієї залізниці полягала в постачанні для армій союзників, які брали участь в облозі Севастополя. Вперше в історії на цій залізниці було сформовано санітарний поїзд.
Першою цивільною залізницею в Україні стала Перемишль — Львів (1861) на заході, другою — Одеса — Балта (1865) на півдні країни, третьою — Львів — Чернівці — Ясси (1866). Вже з 1868 року будувалися багато залізниць.
Залізнична мережа України здебільшого сформувалася до кінця XIX ст. Щільність залізничних шляхів сполучення в Україні становить 38 км на 1 тис. км, у Франції, наприклад, 65 км на 1 тис. км (1983 р.). Мережа залізниць найщільніша на південному сході (Донбас), а також на заході країни. Загальна довжина залізничних шляхів загального користування— 22,7 тис. км, із них 43.7 % електрифіковано, 8,0 тис. км, або 35 %, є дво- і багатоколійними.
Найважливішими залізничними магістралями України є:
- Київ — Фастів I — Козятин I — Жмеринка — Львів;
- Київ — Коростень (Фастів I — Козятин I) — Шепетівка — Здолбунів — Львів;
- Київ — Козятин I — Жмеринка — Одеса;
- Київ — Конотоп — Шостка / Суми;
- Київ — Полтава — Харків — Дебальцеве;
- Львів — Тернопіль — Жмеринка — Одеса;
- Львів — Мукачево — Чоп;
- Фастів I — Імені Тараса Шевченка — Дніпро — Ясинувата — Дебальцеве;
- Харків — Полтава — Кременчук — Знам'янка — Долинська — Миколаїв;
- Харків — Лозова — Запоріжжя — Сімферополь — Севастополь;
- Кривий Ріг — Запоріжжя — Донбас тощо.

Найбільшими залізничними вузлами з розвиненим станційним господарством є Київ, Львів, Харків, Дніпро, Фастів I, Козятин I, Дебальцеве, Ясинувата, Жмеринка, Імені Тараса Шевченка, Знам'янка тощо.
Організаційно залізничний транспорт України загального користування підпорядкований державному АТ «Укрзалізниця», до сфери управління якого належить шість залізниць:
- Південно-Західна (з центром у Києві);
- Львівська;
- Південна (центр у Харкові);
- Донецька (центр з 2014 року — Лиман);
- Придніпровська (центр у Дніпрі);
- Одеська.

Основними вантажами є мінеральні добрива, будівельні матеріали, кам'яне вугілля та руди, зокрема залізні. Важливе місце займають також різноманітні метали і нафтові вантажі.
Ці вантажі становлять близько чверті усіх перевезень. Найбільш напруженими лініями вантажопотоків є Кривий Ріг — Дніпро — Дебальцеве, Кривий Ріг — Ім. Тараса Шевченка — Фастів — Козятин — Львів, а також лінії до морських портів: Одеси, Бердянська, Маріуполя та ін.
Найважливішою проблемою для України при її інтеграції у європейську єдину залізничну систему є російська колія (1520 мм). У сусідніх Польщі, Словаччині, Угорщині та Румунії використовується європейська колія (1435 мм) . Зараз на кордонах з цими державами існують складні системи переведення рухомого складу на іншу колію, що значно знижує ефективність залізничного транспорту, зокрема в часі.

## Галерея

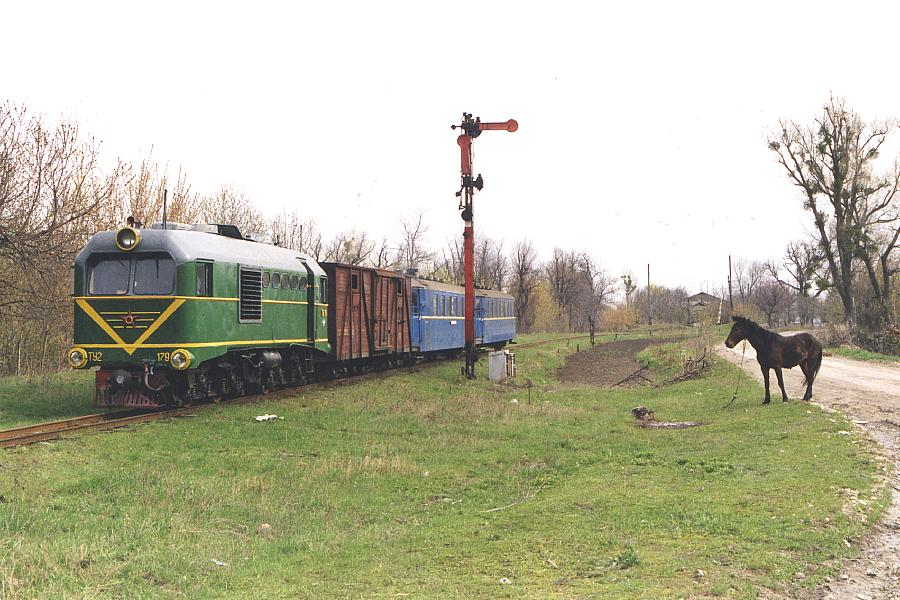
Вузькоколійний поїзд на станції Рудниця (Гайворонська вузькоколійка)
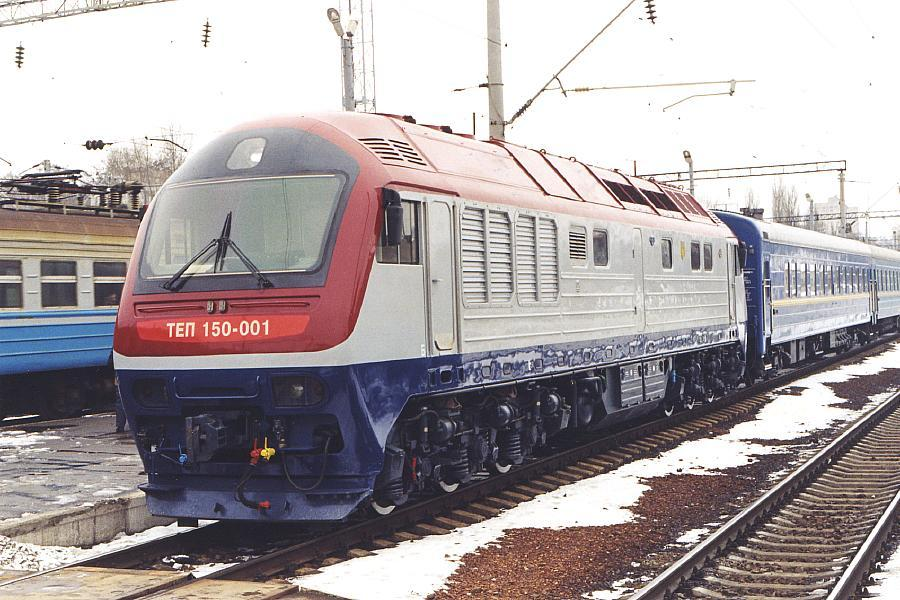
Тепловоз ТЕП-150 У Києві
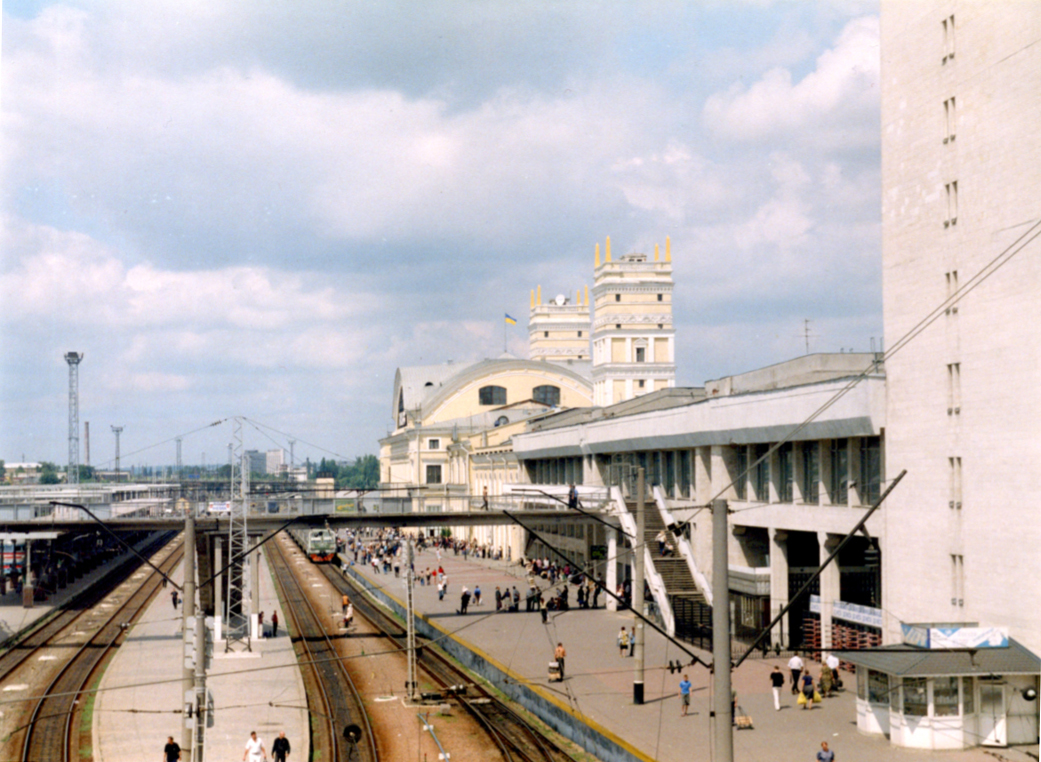
Південний вокзал у Харкові
Станція Краматорськ

## Організація руху
Найважливішими принципами організації руху на мережі залізниць є:
- повне забезпечення потреб населення в транспортному обслуговуванні при безумовному дотриманні безпеки руху поїздів, безпеки пасажирів, збереження вантажів, багажу та вантажобагажу;
- виконання заявок вантажовідправників на перевезення вантажів;
- тісна взаємодія всіх підрозділів, що забезпечують перевізний процес: станцій, вокзалів, ділянок, напрямків, локомотивних і вагонних депо, які будують свою роботу на основі розроблених технологічних процесів за суворого дотримання безпеки руху, принципів паралельності операцій, ритмічності і рівномірності;
- організація вагонопотоків у поїзди згідно плану формування, підвищення транзитності і швидкості просування за напрямами;
- просування поїздів по ділянках суворо за графіком, виконання якого обов'язково для всіх служб і підрозділів залізничного транспорту;
- встановлення технічних норм для станцій, відділень і залізниць;
- організація оперативного планування і диспетчерського керівництва на мережі.

Ці принципи реалізуються при широкому впровадженні засобів автоматики, телемеханіки, комплексних автоматизованих систем та оптимізації моделі управління перевізним процесом.
Закон України «Про залізничний транспорт» визначає економічні, правові та організаційні засади діяльності залізничного транспорту, його роль і місце в економіці та соціальній сфері країни. Він регламентує відносини залізничного транспорту з органами державної влади, іншими видами транспорту, юридичними особами і громадянами, які є власниками об'єктів залізничного транспорту, а також з пасажирами, відправниками та одержувачами вантажів, вантажобагажу та багажу.
Статут залізничного транспорту регулює відносини між залізницями і вантажовідправниками, вантажоодержувачами, пасажирами, іншими фізичними та юридичними особами, при користуванні послугами транспорту і визначає їх права, обов'язки і відповідальність.
Зовнішньоекономічна діяльність залізничного транспорту відповідно до Закону «Про залізничний транспорт» визначається договорами, а внутрішньоекономічна — правилами.
Такими документами, що регламентують перевізний процес, є:
- Збірник правил перевезення вантажів на залізничному транспорті;
- Правила перевезення небезпечних вантажів залізницями;
- Технічні умови навантаження і кріплення вантажів.

Основою поточної роботи всіх підрозділів транспорту є план перевезень, за даними якого складається план формування поїздів, що розділяє сортувальну роботу між станціями. Для забезпечення виконання плану перевезень здійснюється технічне нормування, що передбачає розподіл вагонного і локомотивного парків між дорогами і відділеннями відповідно до їх потреб, найкраще використання рухомого складу і пропускної здатності ліній.
Документом, який об'єднує діяльність всіх підрозділів залізничного транспорту, що забезпечує злагодженість у їхній роботі, є графік руху поїздів. На основі графіка і плану формування поїздів розробляються технологічні процеси, що забезпечують чітку взаємодію парків і районів станцій. Поточна технічна робота підрозділів мережі залізниць здійснюється при обов'язковому виконанні наказів та інструктивних вказівок Укрзалізниці.

## Вантажні поїзди
Перевезення навалювальних вантажів є одним з переваг залізничного транспорту. Низькі або практично нульові витрати при завантаженні та розвантаженні, а також низькі енерговитрати дозволяють потягам перевозити такі вантажі дешевше, ніж автотранспортом.

## Вірші, пісні та анекдоти
Глазовий Павло Прокопович: Нервовий пасажир.
2001 р. на станції Любліно (Росія) з гірки зірвався порожній вагон. Котився він назустріч електричці, але дивним чином самоперевелася стрілка і вагончик з розгону гепнувся об стоячу цистерну. Цистерна дала тріщину, з тріщини заструменіла рідина, і рідина була нічим іншим як спиртом. На порятунок вмісту цистерни прибігли всі працівники станції з відрами, ночвами, діжками та іншими ємностями, на запах також підтягнулися місцеві жителі (згодом швидка допомога задовбалася возити хворих на тяжке алкогольне отруєння). Цистерна спорожніла.
Власник цистерни і спирту  виставив позов до залізниці, а залізниця виставила (в прямому і переносному значенні) стрілочника, який чергував у цей день на тій гірці. І все було б добре, і він платив би до кінця днів своїх за спирт і цистерну, але трапився йому розумний адвокат. А адвокат сказав, що не міг ПОРОЖНІЙ вагон протаранити ПОВНУ цистерну - і нормативи викопав, і технічні дані, і на експертизі цистерни наполіг.
І з'ясувалося, що цистерна збудована в Австро-Угорській імперії у 1907 році. Цей раритетний транспортний засіб, судячи зі слідів від куль і осколків, пройшов крізь першу світову, громадянську, другу світову і дві чеченські війни. Порожній вагон лише поставив остаточну крапку у її нелегкій біографії. А спирт виявився лівим та контрабандним. У підсумку стрілочника виправдали.